# Лондонский шубункин
Ло́ндонский шубу́нкин (британская вариететная разновидность) — одна из искусственно культивированных декоративных пород аквариумной «золотой рыбки» (лат. Carassius gibelio forma auratus (Bloch, 1782)) шубункин.

## Этимология
Русское устойчивое наименование этой золотой рыбки происходит от западного варианта произношения, откуда порода лондонский шубункин попала в Россию.

## История происхождения
Вариететная разновидность шубункин была выведена в Лондоне в начале 1920-х годов, которая и получила соответствующее наименование — «Лондонский шубункин».

## Описание
Длина рыбки около 16 см. По внешнему строению тела и форме плавников «Лондонский шубункин» ничем не отличается от «обычной» золотой рыбки — золотого карася: лишь ситцевая окраска, свойственная шубункин, является отличительной чертой лондонской разновидности, что дает повод классифицировать эту рыбку только как вариетет.

### Вариации
- Голубой лондонский шубункин[1]

## Условия содержания и размножения
Сюбунок содержат при:
- Жёсткость воды (gH) от 6 до 20°;
- Кислотность воды (pH) 5,0-8,0;
- Температура (t) 10-28 °C.

### Кормление
К кормам неприхотливы и всеядны: едят как живую, так и растительную пищу, а также сухие корма.

### Размножение
Половозрелость и возможность размножения наступает через год после вылупления мальков из икринок. Подготовка к нересту аналогична описанной для других карповидных: нерестовик обустраивается в центре 100—150 литрового аквариума с нерестовой решеткой, одним или двумя распылителями и пучком мелколиственных растений в центре. На одну самку 2-х самцов. Плодовитость от 2 до 10 тыс. икринок. Личинка выходит через 2 суток. На 5-й день мальки начинают плавать. Кормление мальков — коловраткой.
Для разведения:
- Показатели жёсткости воды (gH) 8-15°;
- Кислотность воды (pH) 7,0-8,0;
- Температура (t) 22-28 °C.

## В аквариумистике и прудовом хозяйстве
Рыбка подходит для содержания в холодноводном аквариуме с большим пространством для свободного плавания. Красива в оранжереях. Благодаря выносливости породы, её можно содержать в декоративном пруду на улице. Предпочитает сообщество себе подобных, яркий свет и обилие свободного пространства. При оформлении водоема рекомендуется использовать сыпучий мелкофракционный грунт, камни, коряги, живые или пластиковые растения, в том числе плавающие.